# 日本脳炎
日本脳炎（にほんのうえん、英語: Japanese encephalitis）は、日本脳炎ウイルスによる流行性脳炎。アジア各地の西太平洋諸国に広く分布する。1871年（明治3年/明治4年）に、日本での臨床事例が報告されたことで、世界に認知された。
Japanese encephalitis の名は、1924年（大正13年）に岡山県で443人の死者を出した大流行に由来し、日本では「流行性脳脊髄膜炎」と区別されて『流行性脳炎』と呼ばれるようになった。
太平洋戦争以前は、流行性脳脊髄膜炎同様ヒト同士の接触によって流行すると誤認されていたが、三田村篤志郎ら蚊媒介説を主張する岡山県の研究者たちは、日本脳炎という和訳を多用し、占拠地のアメリカ兵の感染者を診断するアルバート・サビンらの研究が主流になるにつれ、日本脳炎の語が一般化した。
日本脳炎ウイルスを保有したコガタアカイエカに刺されることで感染するが、熱帯地域では他の蚊でも媒介する。
日本においては、家畜伝染病予防法における監視伝染病であるとともに、感染症法における第四類感染症である。

## 臨床像
感染源は日本では豚で、ウイルスを持つ豚から吸血した蚊に刺されて感染するが、人から人に感染する事はない。感染のほとんどが不顕性感染で、感染者の発症率は0.1% - 1%と推定されている。潜伏期は6日から16日間とされ、高熱を発し、痙攣、意識障害に陥る。ウイルス性の疾患であるため、発症してからの治療方法は対症療法のみで、抗生物質は効果がない。致死率は30%程度と高く、生存しても半数以上は脳に障害を受け麻痺などの重篤な後遺症が残る。豚、犬、馬では日本脳炎ウイルスに対する感受性が高く、特に豚は増幅動物として重要で、鳥類、爬虫類にも感受性がある。ウマの発症率は、0.3%程度である。

## 病原体
フラビウイルス科フラビウイルス属のウイルスで、1935年（昭和10年）に人間の感染脳から初めて分離された。伝播様式からアルボウイルス（節足動物媒介性ウイルス）とも分類される。類似ウイルスには、ウエストナイルウイルス、セントルイス脳炎ウイルス、マレーバレー脳炎ウイルスがある。

## 発生状況

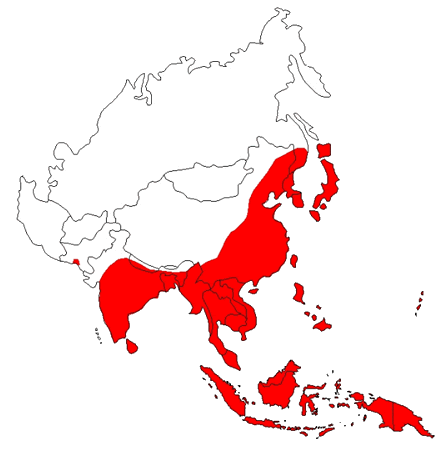
1970-1998 アジアにおける日本脳炎の発症分布（CDC資料）

発症者数は、集計を行う機関によりバラツキはあるが、世界では年間3 - 5万人の患者発生が報告されている。地域としては南アジア、東南アジアを中心に西太平洋諸島、オーストラリアクイーンズランド州北部での患者発生が報告されており、世界保健機関の推計では2011年には年間68,000人の患者が発生し、最大で20,400人が死亡したと推測されている。
日本では、1935年（昭和10年）8月、関西地方や東京都一帯で感染者数が増加。伝染病として恐れられたため飲食店や理髪店の経営が立ち行かなくなるなど地域経済への影響も見られた。第二次世界大戦後は、1948年（昭和23年）5月に熊本県で発生した患者を皮切りに全国で流行。東京都では同7月下旬から流行の兆しが見られ、同年8月18日までに都内だけでも患者数は1403人を数えた。
1960年代には年間1000人程度の患者が発生していたが、1967年（昭和42年）から1976年（昭和51年）にかけて、小児及び高齢者を含む成人へ、積極的にワクチンの予防接種を行い罹患者が激減し、2013年には9人であった。韓国においても、ワクチン接種により流行は阻止されている。
1960年代までの日本では、気温上昇による媒介蚊の発生に伴い罹患者が南部から始まり、北部へと発生が移動する「北進現象」「北東進現象」が見られた。ただし、北進現象の真の原因には、気温上昇だけでは無く、別な要因もあったのではないかと考えられている。
2000年代以降も年間10名程度が発症しており、例えば2013年には三重県内で70代女性、2015年には千葉県で25年ぶりの患者が発生したと報告されている。さらに、2022年には熊本県で70代の女性が発症して死亡し、他に複数人の発症が報告されている。
また厚生労働省は毎年、日本脳炎ウイルスの蔓延状況を調べる為、ブタのウイルス抗体獲得状況を調査している。調査結果によれば、「ウイルスを持ったコガタアカイエカは毎年発生しており、引き続き日本でも感染の可能性がある」としている。つまりワクチン接種が、日本脳炎を効果的に阻止している。

## 診断
日本脳炎の潜伏期間は6 - 16日とされ、発熱、頭痛、意識障害、麻痺、痙攣などがみられるが、日本脳炎に特徴的な症状はない。髄液検査では細胞数増多、蛋白上昇を認めるが、血液検査では異常所見を認めないことが多い。画像検査では、両側視床病変が日本脳炎の特徴とされており、MRIが診断に有用である。脳炎患者に視床病変を認めた場合、日本脳炎は重要な鑑別診断である。
診断には、
1. 抗体検査
2. 髄液からのウイルス分離
3. RT-PCRによるウイルスRNAの検出

の3つの方法がある。しかし、ウイルス分離は通常困難であり、RT-PCRの感度も低いため、これらが陰性の場合には、抗体検査が有用になる。日本脳炎を強く疑った際には、ウイルス分離、RT- PCRが陰性の場合でも、積極的にペア血清を評価することが診断に重要である。

## 予防
日本脳炎ワクチン接種のみ予防可能で、罹患リスクを75%から95%減らすことができるとされ、1943年にアルバート・サビンらのグループによってマウス脳から、1946年には鶏卵からホルマリン不活化ワクチンが造られ、6万人程度の日本、沖縄、朝鮮などのアメリカ人および一部の日本人に予防接種が行われた。ウマ用ワクチンはヒト用に先立って1948年にホルマリン不活化ワクチンが実用化された。ヒト用のワクチンは、1954年に、中山株を用いたマウス脳由来不活化ワクチンとして、日本で開発・実用化された。
なお、ワクチンによる免疫抗体価は、最終予防接種から年月を経る毎に抗体価が低下することから、1980年代生まれを中心に、抗体保有率の低い世代への追加接種が必要と考える専門家もいる。また、媒介蚊の感染症対策として、蚊帳や蚊取線香・電気蚊取、屋外での長袖・長ズボン・ディート・イカリジンの使用が有効である。

### 日本における予防接種

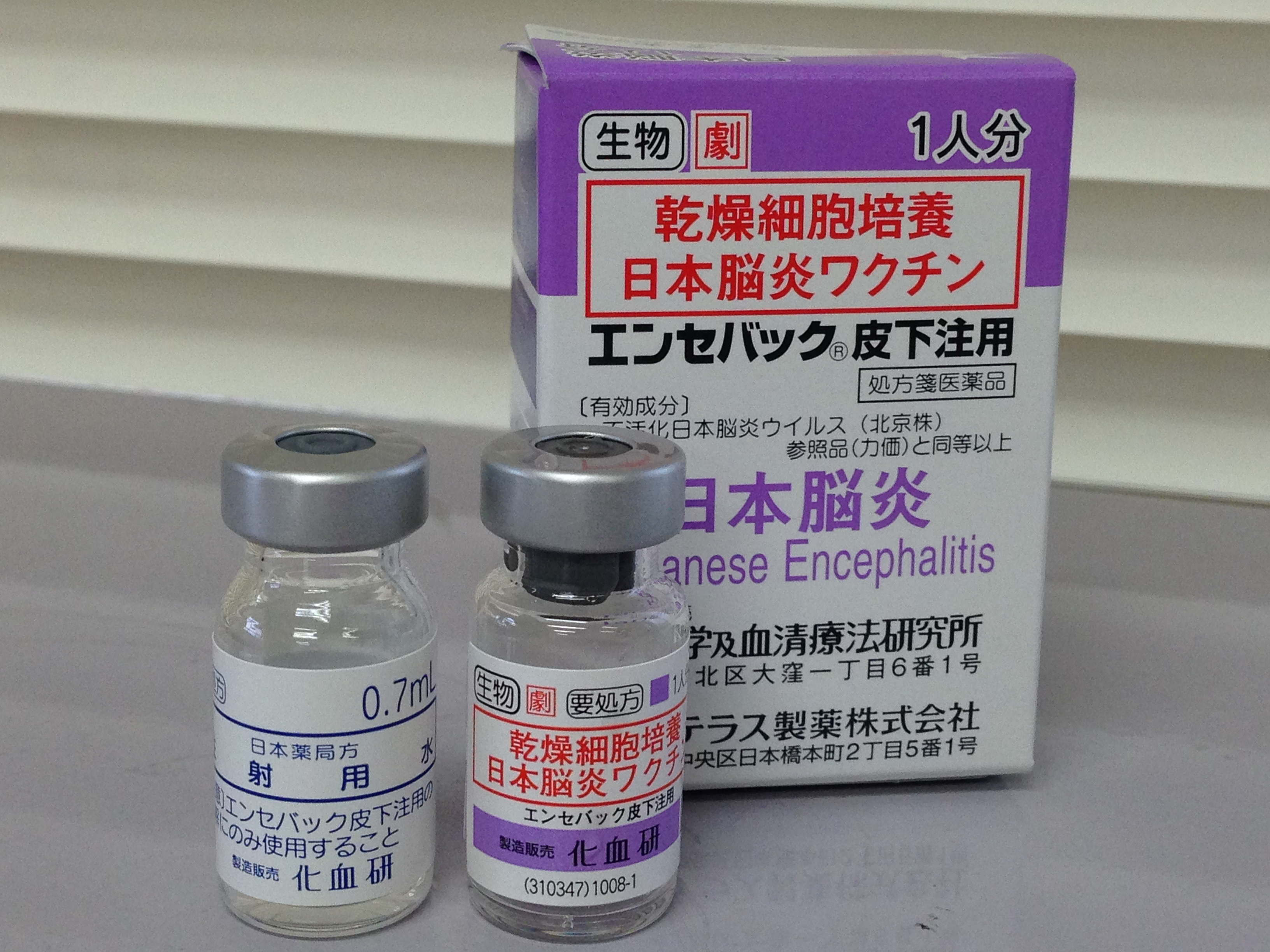
日本脳炎ワクチン。右からパッケージ、薬液、溶解液。アステラス製薬 エンセパック 2016年6月撮影

- 1954年（昭和29年） - 不活化ワクチンの勧奨接種が開始
- 1965年（昭和40年） - 高度精製ワクチンが使用されている。
- 1967年（昭和42年）- 1976年（昭和51年） - 小児及び高齢者を含む成人に積極的にワクチン接種
- 1976年（昭和51年） - 臨時の予防接種に指定
- 1994年（平成6年） - 定期予防接種に指定（北海道、青森県は除く。）
- 1999年（平成11年） - 青森県で定期予防接種が開始される。
- 2005年（平成17年） - 日本脳炎ワクチン接種の積極的勧奨の差し控えの通知
- 2009年（平成21年） - 新製法による日本脳炎ワクチン承認
- 2010年（平成22年） - 新型ワクチンによる定期接種対象者に対するワクチン接種の積極的勧奨再開
- 2016年（平成28年）4月1日 - 北海道でも定期予防接種が開始される。

日本脳炎の患者は、1967年から1976年にかけての積極的ワクチン接種の結果、劇的に減少した。

#### ワクチン接種
北海道で生まれ育った人で、2016年（平成28年）度以前に出生した人は、下記条件に当てはまらないので、母子健康手帳を参照すること。
- 第1期初回 - 生後6ヶ月から90ヶ月未満（推奨は3歳）に6 - 28日の間隔で計2回
- 第1期追加 - 1期初回終了後おおむね1年後（推奨は4歳）に1回
- 第2期 - 9歳から13歳未満（推奨は9歳）1回
- 第3期 - 14歳から16歳未満（予防接種施行令の改正により2005年（平成17年）7月29日付廃止）

#### ワクチン接種の積極的勧奨の差し控え
ワクチン接種と急性散在性脳脊髄炎 (ADEM) の因果関係が否定できない事例が認められた為、北京株マウス脳由来ワクチンを2005年（平成17年）時点で開発途上であった、より安全性が高いvero細胞（アフリカミドリザル腎臓由来株化細胞）由来ワクチンへの切替を見越し、2005年（平成17年）5月30日付で厚生労働省健康局結核感染症課長が「現行のワクチンでの積極的推奨の差し控えの勧告」を都道府県に通知し、この通知により一部の市町村が自主的に接種を一時中止した。
2006年（平成18年）8月31日付で、同課長が「定期の予防接種における日本脳炎ワクチン接種の取扱いについて」を都道府県に通知し、これにより「定期の予防接種対象者のうち、日本脳炎に感染するおそれが高いと認められる者等、その保護者が日本脳炎に係る予防接種を受けさせることを特に希望する場合は、市町村は当該保護者に対して、定期の予防接種を行わないこととすることはできない」と通知された。
厚生労働省は2007年（平成19年）7月に、全国の保護者に対して、日本脳炎を媒介するコガタアカイエカに児童が刺されないよう、注意喚起を行った。

#### 新型ワクチンの開発
積極的勧奨の差し控えの勧告後、Vero細胞を用いて培養したウイルスを用いた新型ワクチンの開発が進められ、当初は2006年（平成18年）夏の接種再開を目指し承認申請されていた。しかし接種部位の腫れによる副反応が、治験において認められた為に治験が追加され、承認が遅れたが、大阪大学微生物病研究所製の「ジェービックV」は、2009年（平成21年）2月に承認され、6月より接種が開始され、さらに化学及血清療法研究所製の「エンセバック皮下注用」も2011年（平成23年）1月に承認、4月より接種が開始され、供給体制が整った。
マウス脳由来ワクチンの在庫は限られ、予防接種の実施も日本脳炎流行地域渡航者の接種を希望する者に留まったため、日本脳炎ウイルスの免疫抗体を持たない児童の増加による流行が懸念された（実際、積極的勧奨の差し控え期間中に、それまで見られなかった乳幼児の日本脳炎発症者が、千葉県で報告された）。
マウス脳由来ワクチンは、在庫及び使用期限切れにより、2010年（平成22年）3月に払底したが、新型ワクチンが承認され、2010年（平成22年）4月からは、第1期定期接種対象者に対するワクチン接種の積極的勧奨が再開された。さらに、2010年8月からは第2期以降の対象者や、接種機会を逃した児童への接種の積極的勧奨も再開された。